# Isabel Karajan
Pour les articles homonymes, voir Karajan (homonymie).
Isabel Karajan, née le 25 juin 1960 à Vienne, est une actrice autrichienne, fille d'Herbert von Karajan et Eliette von Karajan. Elle est aussi la sœur aînée de la musicienne Arabel Karajan.

## Biographie
Avec le metteur en scène Klaus Ortner, Isabel Karajan développe ses propres concepts pour des représentations musique-théâtre avec musique de chambre ou grand orchestre.
Dans le cadre du Festival Chostakovitch à Gohrisch, au Festival de Pâques à Salzbourg  et en Israël elle a joué Mademoiselle la Mort rencontre Monsieur Chostakovitch, un collage scénique sur la peur avec la musique de chambre de Chostakovitch et des textes de ses contemporains. Avec des membres de l’Orchestre philharmonique de Berlin et de l’Orchestre symphonique de Bamberg, elle a présenté L’histoire du soldat de Stravinsky et Eight songs for a Mad King de Peter Maxwell Davies.
Au Festival Saito-Kinen au Japon, elle a présenté Jeanne d’Arc au bûcher d'Arthur Honegger et Paul Claudel. En 2015, elle s’est produite dans L’épreuve du feu avec des poèmes de Christine Lavant et la sonate pour violoncelle op. 40 de Chostakovitch dans la mise en scène de Julian Pölsler. Ensuite, Isabel Karajan a lancé, avec la metteur en scène Christina Pfrötschner, une production texto-musicale selon Le Songe d'une nuit d'été de Shakespeare et Mendelssohn. En 2016, on a pu voir Isabel Karajan en Candide de Bernstein avec l’orchestre symphonique de Hambourg sous la direction de Jeffrey Tate.
Après sa formation à Paris chez Jean-Laurent Cochet, Isabel Karajan a d’abord été membre de l’ensemble du Théâtre Thalia à Hambourg sous la direction de Jürgen Flimm, ensuite Georges Tabori l’a fait venir à Vienne dans son théâtre légendaire Der Kreis (théâtre)|Der Kreis.
Grâce à sa langue maternelle, le français, Isabel Karajan a eu l’occasion de travailler dans les théâtres français et d’obtenir des engagements à Paris au Théâtre national de la Colline et au Théâtre de la Tempête. Elle a aussi joué à Avignon et à Adelaide en Australie, ainsi qu’au Théâtre Colon à Buenos Aires, à la Schaubühne à Berlin, au Festival de Salzbourg, aux Kammerspiele à Munich et à la Altes Schauspielhaus à Stuttgart.
Elle a travaillé avec des metteurs en scène comme Jürgen Gosch, Thomas Langhoff, Jorge Lavelli, Klaus Michael Grüber et des chefs d’orchestre comme Kent Nagano, Seiji Ozawa, Semyon Bychkov, Serge Baudo et Stanley Dodds.
Elle a participé à diverses productions  pour la télévision et le cinéma sous la direction de metteurs en scène comme Wolfgang Murnberger, Holger Barthel, Nina Companeez, Alain-Michel Blanc, Erhard Riedlsperger, Michi Riebl, Rupert Henning ou Patricia Mazuy.

## Projets originaux musique/théâtre
- 8 Songs for a Mad King, metteur en scène Klaus Ortner
- Candide, un opéra comique en deux actes, réalisation Klaus Ortner
- L’épreuve du feu, metteur en scène Julian Pölsler
- L’histoire du soldat, mise en place Klaus Ortner
- Mademoiselle la Mort rencontre Monsieur Chostakovitch, un collage scénique, mise en place Klaus Ortner
- Hennir, mise en scène Hans-Peter Horner
- La sonate à Kreutzer, un collage musico-littéraire, coordination Klaus Ortner
- Pierre et le Loup, metteur en scène Klaus Ortner
- Le Songe d'une nuit d'été, mise en scène Christine Pfrötschner
- Le Masque de la mort rouge, metteur en scène Klaus Ortner

## Filmographie (sélection)

### Télévision
- 2016 : Die Toten von Salzburg : Angelika Holzer
- 2015 : Tatort: Grenzfall : Dani Karger
- 2014 : SOKO Wien: Drehschluß : Nele Cox
- 2011 : Schnell ermittelt: Helmut Schafranek : Viktoria Trost
- 2010 : Tatort: Glaube, Liebe, Tod : Sieglinde Kaber
- 2009 : SOKO Wien: Alte Bekannte : Patrizia Manninger
- 2006 : Schloß Orth: Neuanfänger
- 2003 : SOKO Kitzbühel: Die Bestattung : Frau Terhagen
- 2003 : Julia – eine ungewöhnliche Frau: In Vino Veritas
- 1998 : La Poursuite du vent : Margot[1]
- 1996 : Les Faux Médicaments : Pilules mortelles
- 1995 : Le Retour d’Arsène Lupin : La Robe de diamants[2]

### Cinéma
- 2011 : Sport de filles : Patricia Mazuy[3]
- 2007 : Der schwarze Löwe : Sonia
- 2002 : Ich gehöre Dir : Lina Manz
- 1994 : Cognac-Jay : Bertie
- 1994 : Ich bin den Sommer über in Berlin geblieben : Maria
- 1989 : Achterloo IV : Hide
- 1983 : Le Grand Échiquier : Cocteau vivant

## Discographie
- 2012 : Mozart et contemporains : Francesca Cardone / Isabel Karajan / Peter Simonischek